# 소고춤
소고춤(小鼓舞)은 농악에서 12차 장단에 맞추어 소고를 두드리면서 춤을 추는 것으로, 황홀한 체기와 멋이 깃든 춤이다.
농악은 원래 풍물이라 했는데, 조선 후기에 와서 농악이라 일컬었다. 이 춤의 모습은 농사행위와 수렵행위나 전쟁행위로부터 생성된 돌격무진(突擊舞進)의 동작과 포위하는 동작 등이 있고, 때로는 길군악(軍樂)으로도 쓰였던 것 같다. 소고잽이를 일명 법고잽이·벗구잽이라고도 하는데, 전립대(戰笠帶)와 화관대(花冠帶)의 두 차림이 있어, 전복(戰服)에다 상모가 달린 전립을 쓰고, 자루가 달린 소고를 두드리면서 상모를 돌리는 모습은 더욱 장관이라 할 것이다.